# Unie van Centraal-Afrikaanse voetbalbonden

Landen die lid zijn van de UNIFFAC.

De Unie van Centraal-Afrikaanse voetbalbonden of Union des Fédérations de Football d'Afrique Centrale (UNIFFAC) is de voetbalbond van Centraal-Afrikaanse landen.
De bond organiseert verschillende toernooien, vooral jeugdtoernooien voor landenteams. In 1999 organiseerde het eenmaal de UNIFAC Cup. Ook organiseerde het tussen 1984 en 1990 de UDEAC Cup en aansluitend de CEMAC Cup tussen 2002 en 2014.

## Voorzitter
De voorzitter van de bond is Iya Mohammed, hij werd herkozen in 2008.

## Leden
Overzicht van de landen die lid zijn van de UNAF.
| Land                          | Lid vanaf                                     | Nationale bond |
| ----------------------------- | --------------------------------------------- | -------------- |
| Centraal-Afrikaanse Republiek | Centraal-Afrikaanse voetbalbond               |                |
| Congo-Brazzaville             | Republiek Congolese voetbalbond               |                |
| Congo-Kinshasa                | Democratische Republiek Congolese voetbalbond |                |
| Equatoriaal-Guinea            | Equatoriaal-Guineeërse voetbalbond            |                |
| Gabon                         | Gabonese voetbalbond                          |                |
| Kameroen                      | Kameroense voetbalbond                        |                |
| Sao Tomé en Principe          | Federação Santomense de Futebol               |                |
| Tsjaad                        | Tsjadische voetbalbond                        |                |